# Chicago Riverwalk
La Chicago Riverwalk, ou simplement The Walk, (en français : « promenade fluviale de Chicago ») est un espace public polyvalent surtout connu pour sa promenade arborée longeant la Main Branch (bras principal) de la rivière Chicago, dans le centre-ville de Chicago (Illinois). La promenade s'étend du pont de la voie rapide de Lake Shore Drive, au bord du lac Michigan (à l'est), jusqu'au pont de Lake Street dans le quartier Wolf Point (à l'ouest),. Son entrée principale se trouve au 1 West Lower Wacker Drive.
Longeant la limite nord du secteur financier du Loop et la limite sud du secteur de Near North Side, au cœur de Downtown Chicago, la Riverwalk constitue aujourd'hui une attraction touristique majeure. Elle comprend des bars, des cafés et des restaurants avec terrasses, des parcs, des jardins publics et des squares, des points de location de bateaux et de kayaks, des points d'arrêts de bateau-bus, des stations de bateaux taxis, des aires de jeux pour les enfants, un mémorial de la guerre du Viêt Nam et d'autres aménagements. Du printemps à l'automne, la Riverwalk attire de nombreux résidents et est connue comme étant le « deuxième bord du lac » de Chicago après le lac Michigan.
La promenade traverse des quartiers prestigieux du centre-ville et offre un cadre élégant pour marcher, faire du jogging, y flâner en famille ou simplement s'asseoir et profiter de la vue magnifique sur les bâtiments environnants.
Financée par la ville de Chicago, la promenade fut construite entre les années 2000 et les années 2010 par le Chicago Department of Transportation (CDOT) avec la supervision d'architectes issus de la firme Skidmore, Owings and Merrill (SOM). Le fil conducteur de ce projet ambitieux repose sur trois éléments : recréer du lien avec l’eau, rendre les berges accessibles au public et remettre en valeur la rivière en permettant d’articuler de nouveaux usages autour de cette dernière.

## Description
La Chicago Riverwalk comprend six sections principales :
- The Marina Plaza : cette section est bordée par des restaurants et des bars avec terrasses qui offrent une vue sur la vie animée de la rivière, y compris les péniches, les patrouilles, les bateaux-taxis et les bateaux touristiques[5]. On y trouve des buvettes, des vendeurs de cuisine de rue, des bancs publics et un embarcadère pour les bateaux[5].

- The Cove : cette section permet d'accéder aux embarcadères des kayaks et des canoës ; inspirés des paysages de plage, les bancs publics plats en béton rappellent les pierres de plage, tandis que la verdure est constituée d'herbes de plage et des plantes des zones humides près du bord et des arbres avec des fougères des bois dans les coins.

- The River Theatre : cette section possède un escalier sculptural reliant Upper Wacker Drive et la Riverwalk par un passage piétonnier en bordure de la rivière, tandis que les arbres fournissent de la verdure et de l'ombre aux bancs publics[5].

- The Water Plaza : à l'origine appelée le Swimming Hole, cette section est constituée d'une place et d'une fontaine interactive dans laquelle les enfants peuvent jouer.

- The Boardwalk : cette section comprend une série de jetées et des jardins flottants[5]. Elle offre aux visiteurs un apprentissage interactif sur l'écologie de la rivière et d'identification des plantes indigènes existantes sur les bords des cours d'eau de Chicago. Un coin est spécialement aménagé pour la pêche.

- La promenade : cette section comprend une passerelle et une pelouse et offre un accès direct à Lake Street.

## Historique

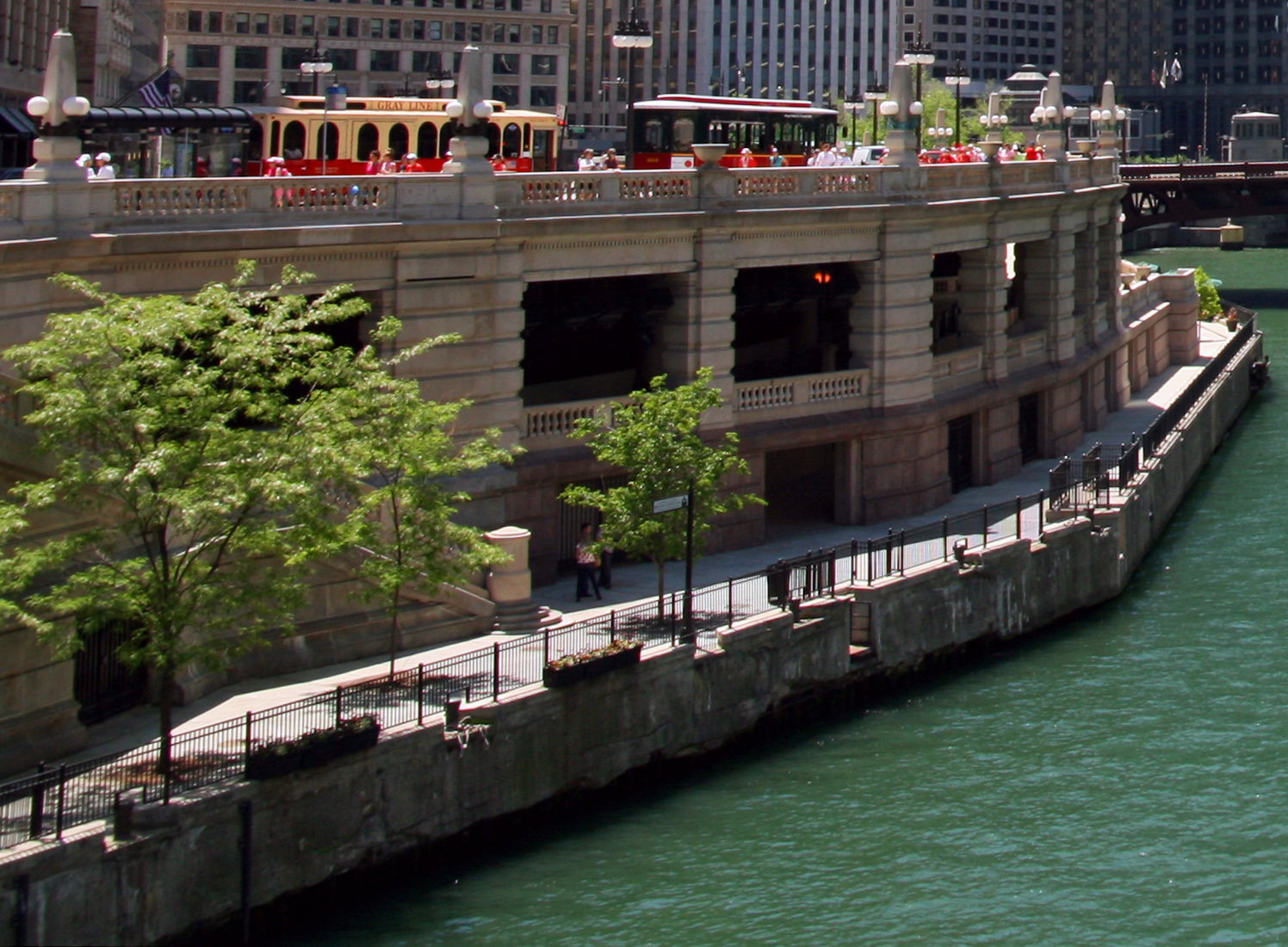
Vue sur la Riverwalk.

Le bras principal de la rivière Chicago a une longue histoire qui reflète le développement de Chicago elle-même. Autrefois ruisseau marécageux sinueux, la rivière est d'abord devenue un canal aménagé pour soutenir la transformation industrielle de la ville.
Au début du XXe siècle, l'idée de construire une Riverwalk était déjà discutée et fut incluse dans le Plan de Chicago de 1909, le grand plan de restructuration urbaine et d'embellissement de la ville des architectes et urbanistes Daniel Burnham et Edward H. Bennett, mais le projet fut abandonné. À la suite du célèbre renversement de la rivière, dans lequel la ville a inversé le débit de la branche principale et de la branche sud pour améliorer l'assainissement, l'architecte Daniel Burnham a introduit une nouvelle vision civique des promenades au bord de la rivière avec la construction du viaduc de Wacker Drive. Au cours des années 1990, le projet « Chicago Riverwalk », une initiative lancée par l'administration Daley, est dévoilé au public. Il s'agit d'un projet urbain de grande ampleur visant à récupérer les bords de la rivière Chicago pour le bénéfice écologique, récréatif et économique de la ville.

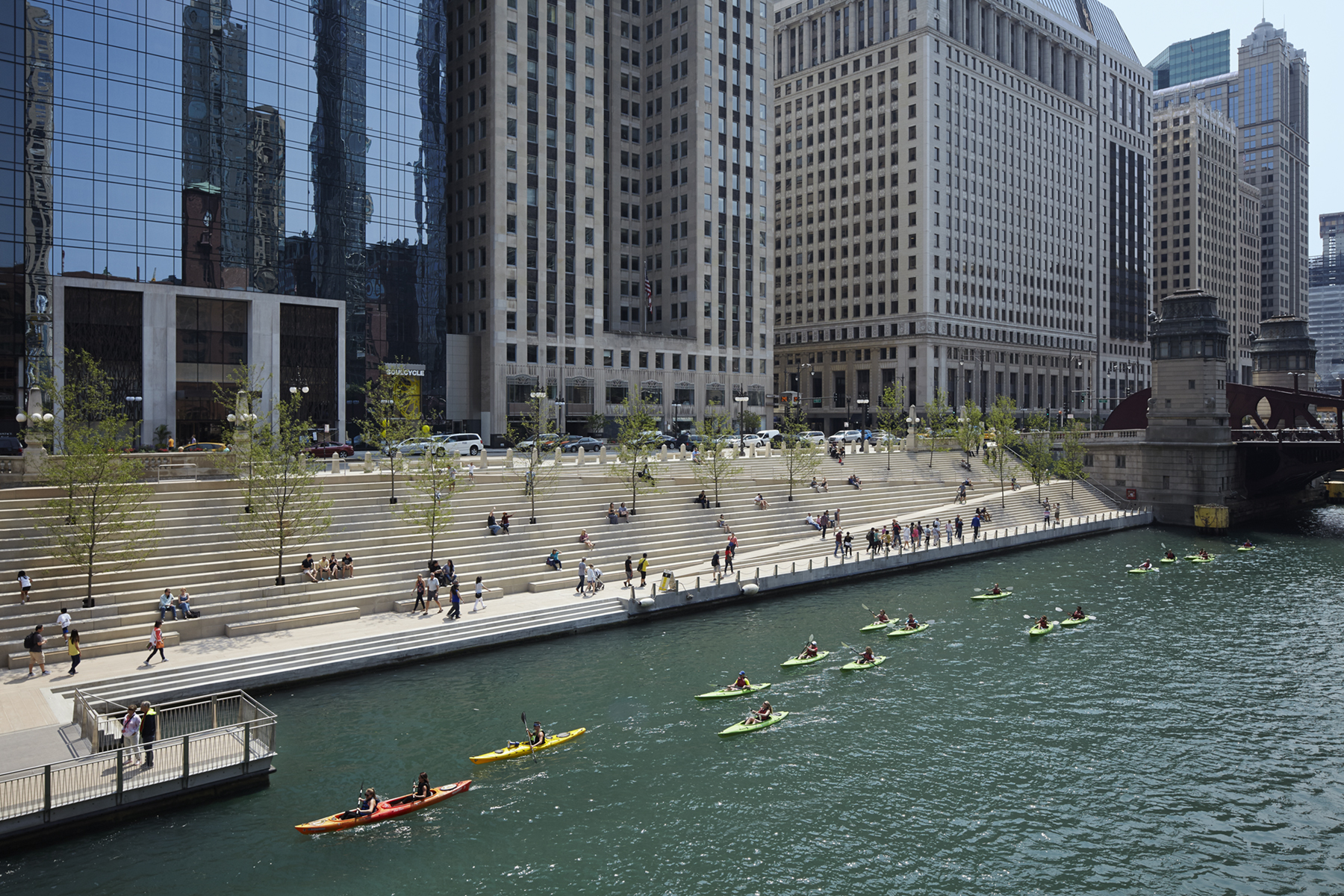
Les escaliers de la promenade.

L'objectif de convertir la rivière et l'utiliser comme équipement récréatif semblait impossible il y a des années étant donné les niveaux élevés de pollution de la rivière. Les améliorations récentes de la qualité de l'eau de la rivière et l'intensité accrue de l'utilisation récréative publique démontrent une vie croissante le long de la rivière, exigeant de nouvelles connexions entre les habitants de Chicago et les bords de l'eau. Le Chicago Department of Transportation (CDOT), service municipal chargé de la gestion et de la construction des routes et des ponts de la ville, a dirigé la totalité de la construction de la Chicago Riverwalk. La construction a débuté en 2001 dans le prolongement du projet de reconstruction de Wacker Drive. Avec la reconstruction de Wacker Drive, la rue a été délibérément déplacée pour permettre le développement de la promenade. La section la plus ancienne, située entre Lake Shore Drive et Michigan Avenue, était d'abord une extension de la rive du lac Michigan avec des quais pour bateaux d'excursion, des concessions et un accès par des escaliers. Au départ, l'accès à la promenade nécessitait d'emprunter les escaliers pour se rendre au niveau de la rue et de traverser le pont pour accéder à la section suivante. De nouveaux plans de conception ont été adoptés par les autorités municipales, permettant d'entreprendre des travaux afin de relier chaque sections entre-elles en créant un passage sous les ponts.

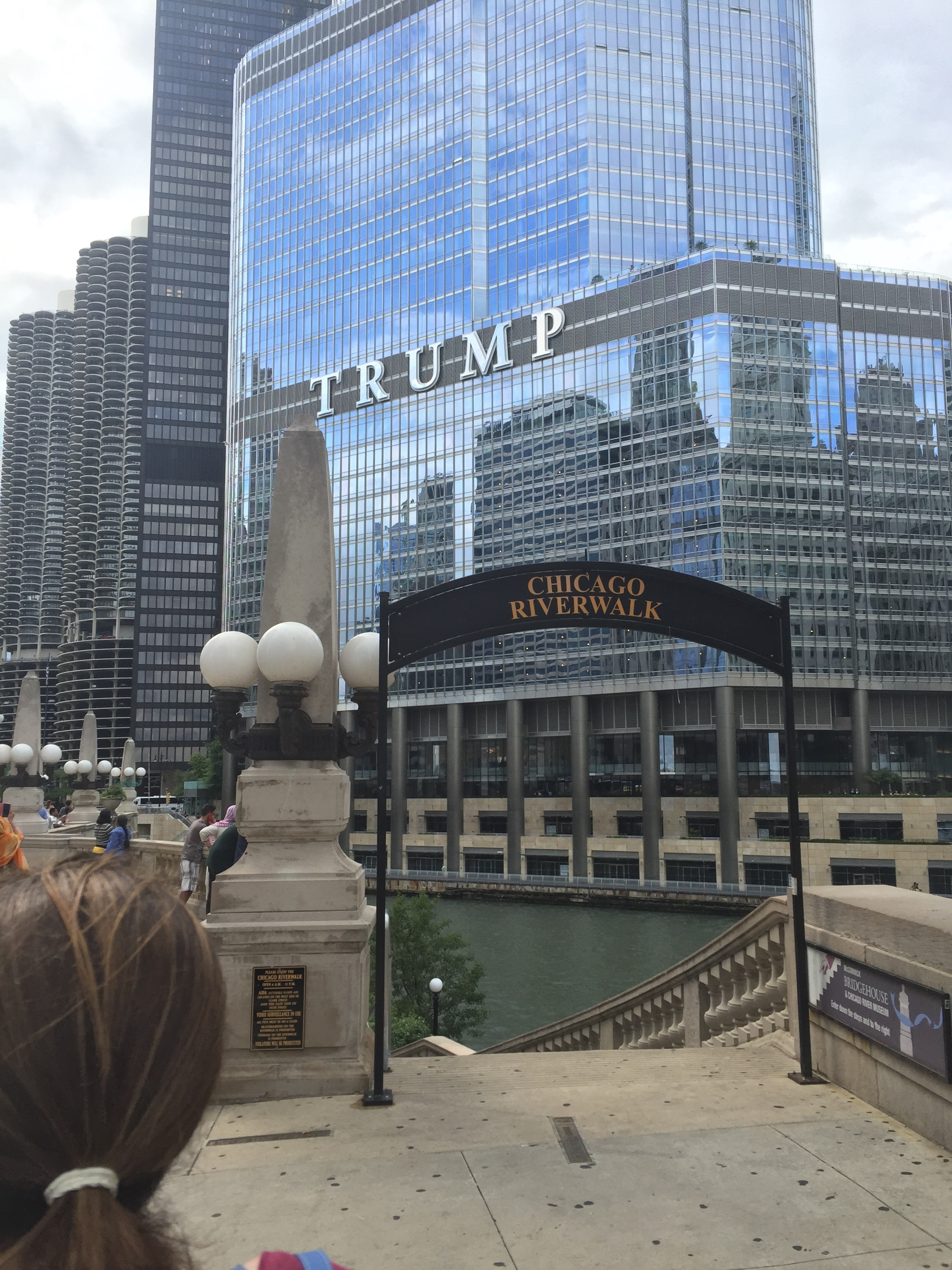
Entrée depuis le pont de Michigan Avenue.

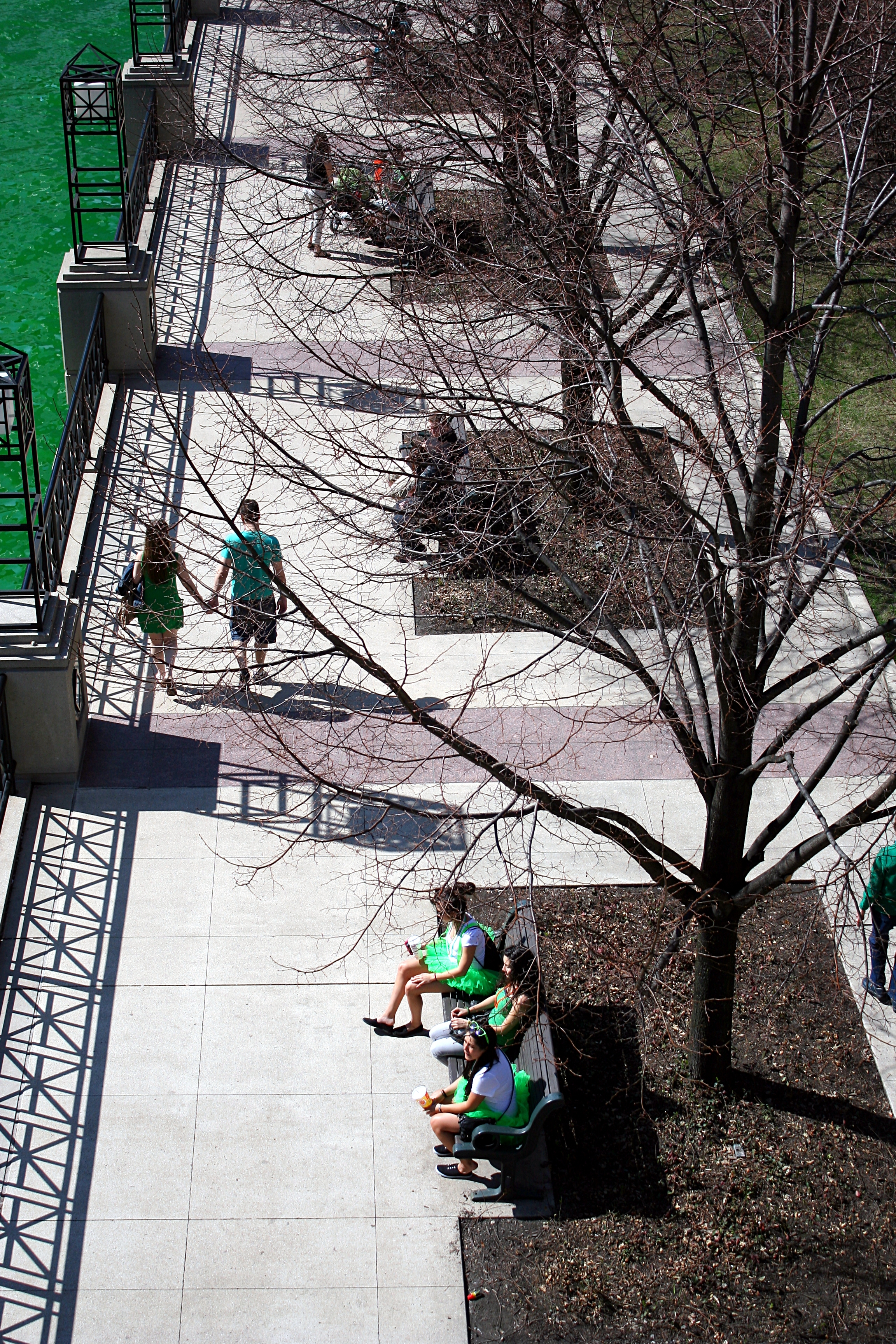
Autre vue de la promenade.

Sous la supervision des architectes de la firme Skidmore, Owings and Merrill, le plan prévoyait quatre sections distinctes au sein de la promenade : Confluence, Arcade, Civic et Market, chacune avec un emplacement et un thème spécifiques.
En 2005, le CDOT a érigé le mémorial des anciens combattants du Viêt Nam à l'ouest de Wabash Avenue. En 2009, le CDOT a achevé la première phase de la construction de la Riverwalk (la partie située entre Michigan Avenue et Wabash Avenue), qui a été financée par le biais de la Tax Increment Financing.
Les passages sous le pont de Michigan Avenue et celui de Wabash Avenue ont été achevés au cours de l'année 2009. En plus de reconfigurer la chaussée, la ville de Chicago a dû redéfinir formellement le chenal de navigation du bras principal de la rivière Chicago en collaboration avec le département des ressources naturelles de l'Illinois (Illinois Department of Natural Resources).
Le 8 octobre 2012, le maire de Chicago Rahm Emanuel a dévoilé des plans de conception incluant des idées conceptuelles pour chacun des six blocs de W. State Street à Lake Street avec des identités et des objectifs distinctifs, nommés thématiquement : The Marina Plaza (de State Street à Dearborn Street) ; The Cove (de Dearborn Street à Clark Street) ; The River Theater (de Clark Street à LaSalle Street) ; The Swimming Hole (de LaSalle Street à Wells Street) ; The Jetty (de Wells Street à Franklin Street) et The Boardwalk (de Franklin Street à Lake Street). Des jardins flottants, une passerelle, des jetées de pêche et des équipements pour les enfants sont aménagés afin de créer davantage d'options de loisirs.
Au début de l'été 2015, trois des sections sont achevées, complétant ainsi la phase 2 : la marina (restaurants et buvettes avec terrasses, bancs publics et diverses installations pour regarder les embarcations), The Cove (location de bateaux et de kayaks) et The Theater River (places d'amphithéâtre et accès vers Upper Wacker Drive). En juin 2015, les sections The Marina Plaza, The Cove et The Theater River de la Riverwalk (c'est-à-dire les sections situées entre State Street à LaSalle Street) sont officiellement ouvertes au public.

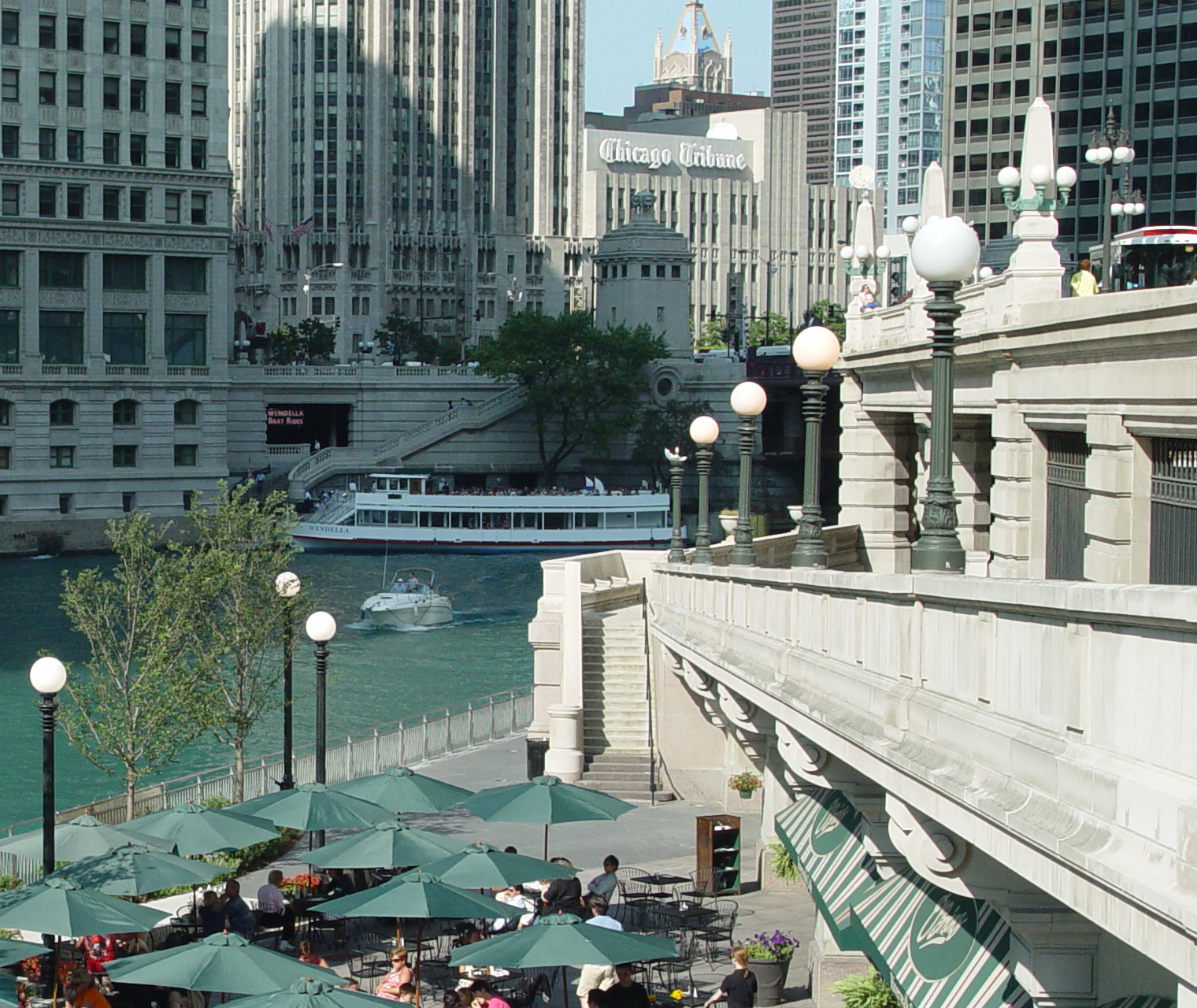
Terrasse de café sur la Riverwalk.

La ville de Chicago travaille sur le plan d'aménagement de la promenade depuis la fin des années 1990. Lors de la reconstruction de East-West Wacker Drive, la chaussée a été reconfigurée pour permettre un accès public plus pratique à la rivière. La ville a reçu l'approbation du Congrès pour redéfinir le canal de navigation de la rivière permettant l'extension de la Riverwalk par la création d'un passage sous chaque pont, entre Franklin Street et Lake Street, afin de relier toutes les sections en une et même longue promenade.
Au début de l'année 2016, l'administration de Rahm Emanuel s'est engagée à finaliser les dernières phases de construction de la Riverwalk, en chargeant le Chicago Department of Transportation (CDOT) de trouver diverses moyens de financer la construction des six blocs restants (du pont de State Street au pont de Lake Street). Le CDOT soumet une lettre d'intérêt au Département des Transports des États-Unis (United States Department of Transportation) pour soulever des financements par le biais du programme Transportation Infrastructure Finance Innovation Act (TIFIA). Au cours de l'année, la ville obtient 98 millions de dollars de financement pour l'ingénierie, la construction et la finalisation des travaux de la part du Département des Transports des États-Unis, une branche du gouvernement fédéral.
En octobre 2016, les sections The Water Plaza, The Jetty et The Boardwalk allant de LaSalle Street à Lake Street ont été ouvertes au public. La ville prévoit la rénovation de la partie située à l'est de State Street pour un coût de 10 millions de dollars. La section la plus ancienne de la promenade, Riverwalk East, bénéficiera d'améliorations telles que de nouveaux aménagements paysagers, des bancs, des aires de jeux pour les enfants et des passerelles.

## Galerie d'images

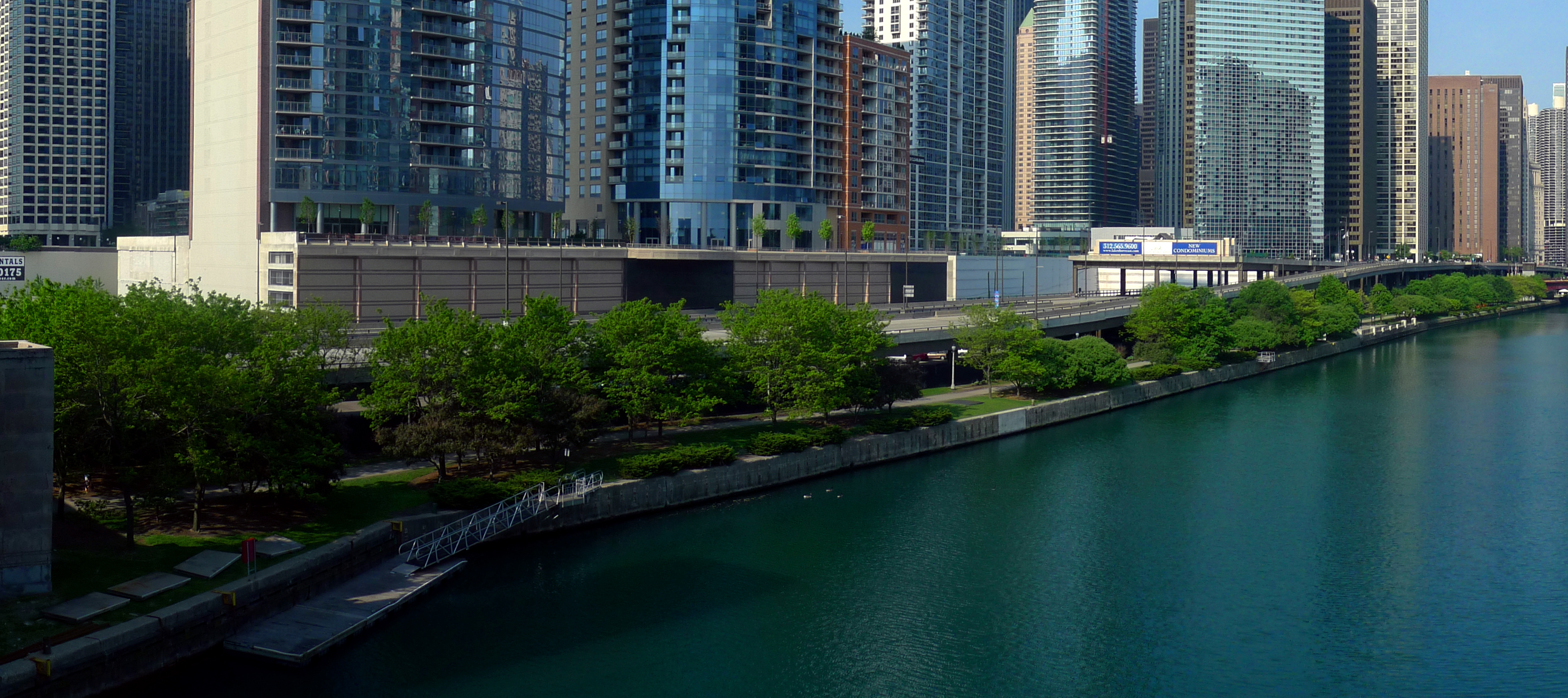
Vue sur la promenade, au niveau du quartier de New Eastside.
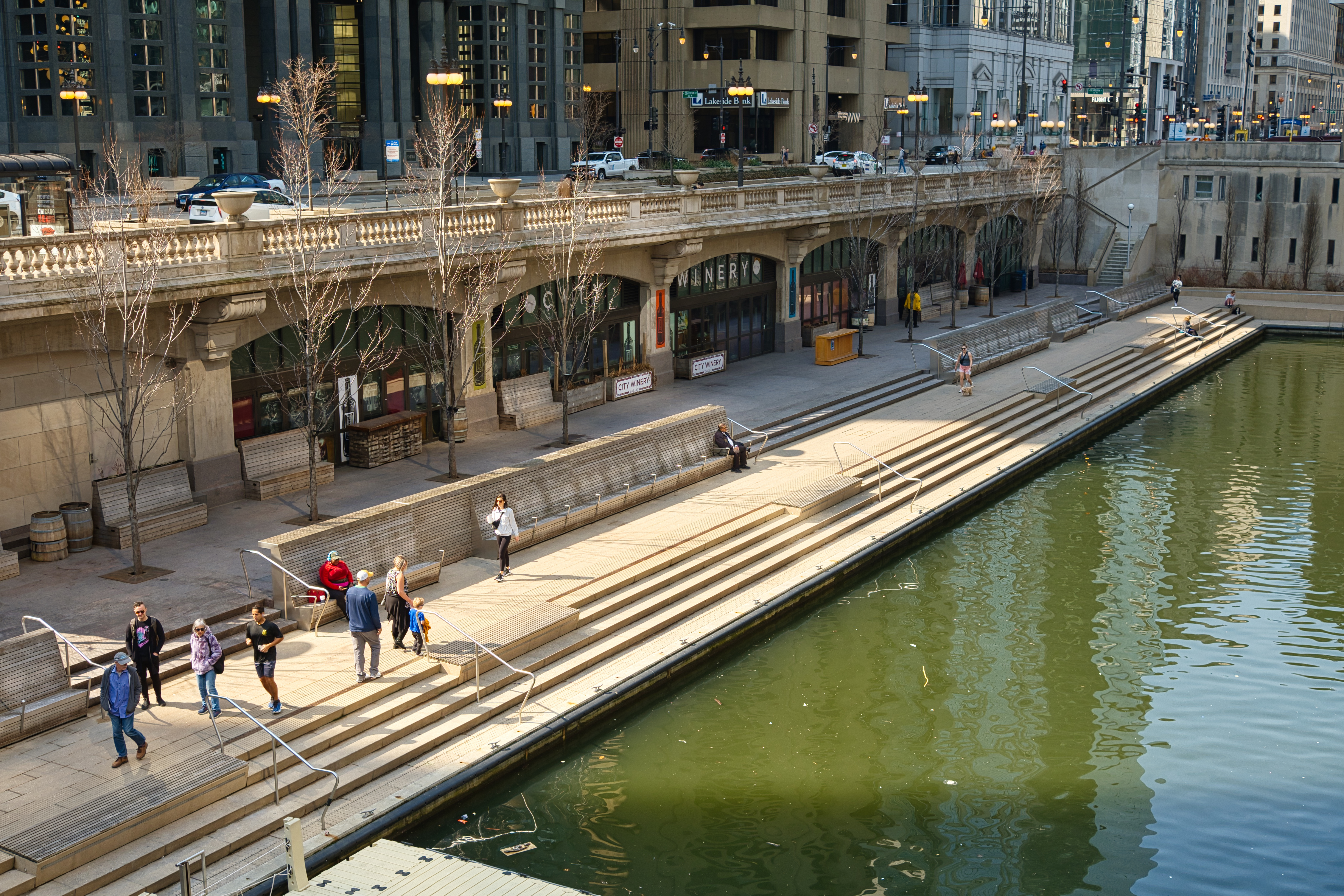
Un restaurant sur la promenade.
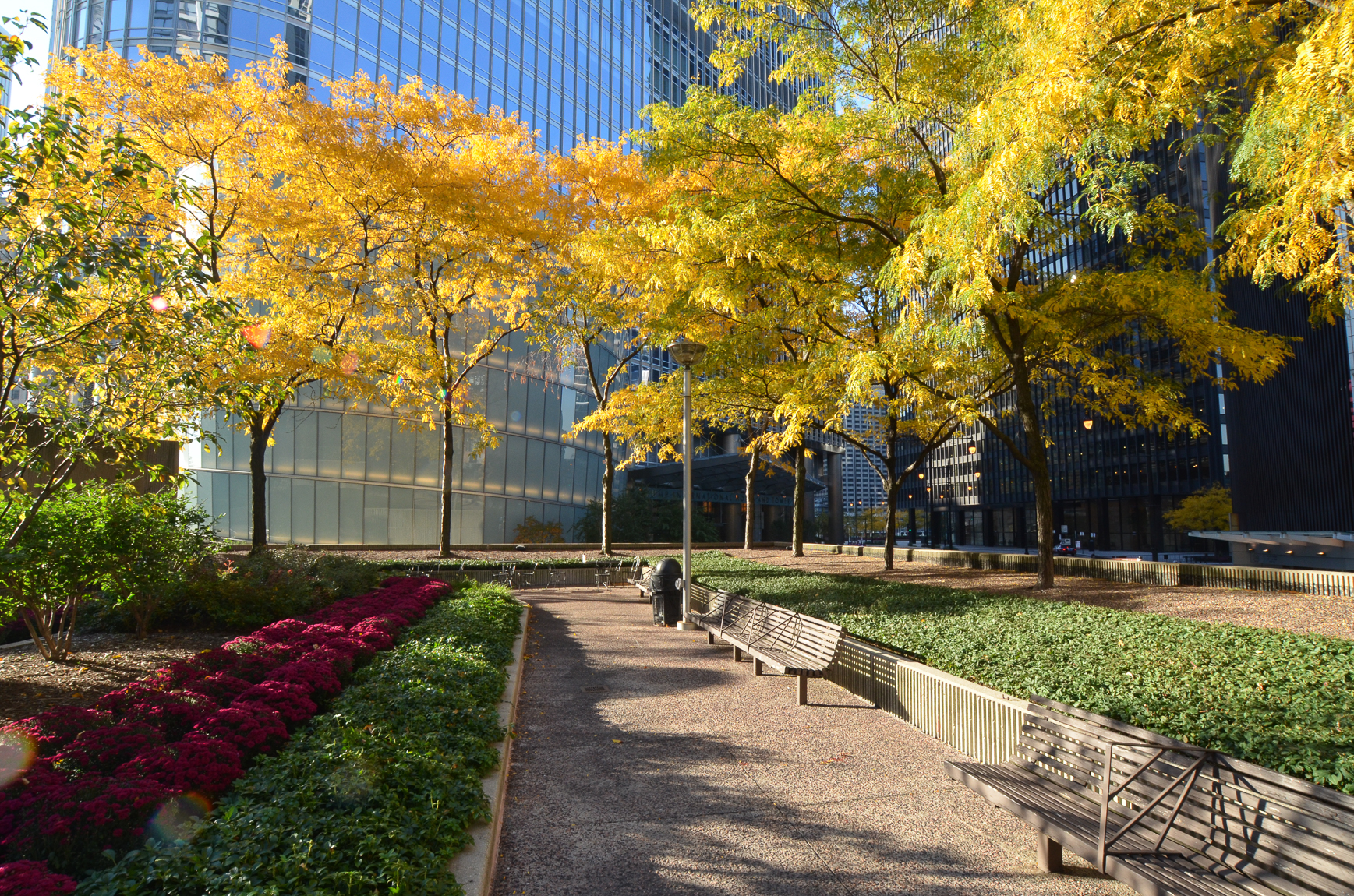
Un square de la promenade.
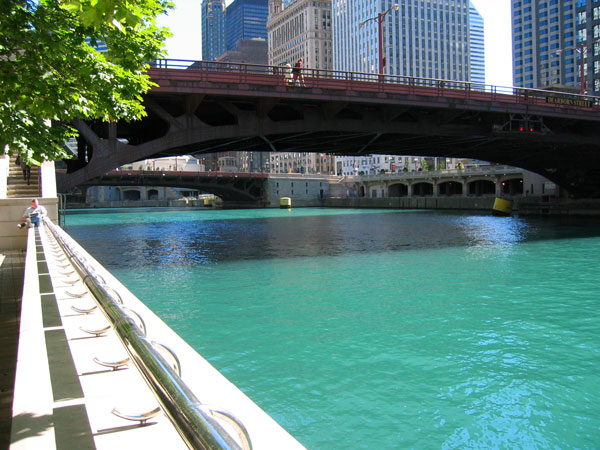
Vue sur la rivière depuis la Riverwalk.